# Должешть (комуна)
Должешть, Должешті (рум. Doljești) — комуна у повіті Нямц в Румунії. До складу комуни входять такі села (дані про населення за 2002 рік):
- Буруєнешть (3690 осіб)
- Бухонка (653 особи)
- Должешть (1279 осіб)
- Ротунда (1674 особи)

Комуна розташована на відстані 297 км на північ від Бухареста, 47 км на схід від П'ятра-Нямца, 48 км на захід від Ясс.

## Населення
За даними перепису населення 2002 року у комуні проживали 7296 осіб.
Національний склад населення комуни:
| Національність | Кількість осіб | Відсоток |
| -------------- | -------------- | -------- |
| румуни         | 7293           | > 99,9%  |
| угорці         | 3              | < 0,1%   |

Рідною мовою назвали:
| Мова      | Кількість осіб | Відсоток |
| --------- | -------------- | -------- |
| румунська | 7295           | > 99,9%  |
| угорська  | 1              | < 0,1%   |

Склад населення комуни за віросповіданням:
| Релігія                             | Кількість осіб | Відсоток |
| ----------------------------------- | -------------- | -------- |
| римо-католики                       | 6066           | 83,1%    |
| православні                         | 1175           | 16,1%    |
| адвентисти                          | 52             | 0,7%     |
| реформати                           | 2              | < 0,1%   |
| лютерани (Аугсбурзького сповідання) | 1              | < 0,1%   |